# Changara

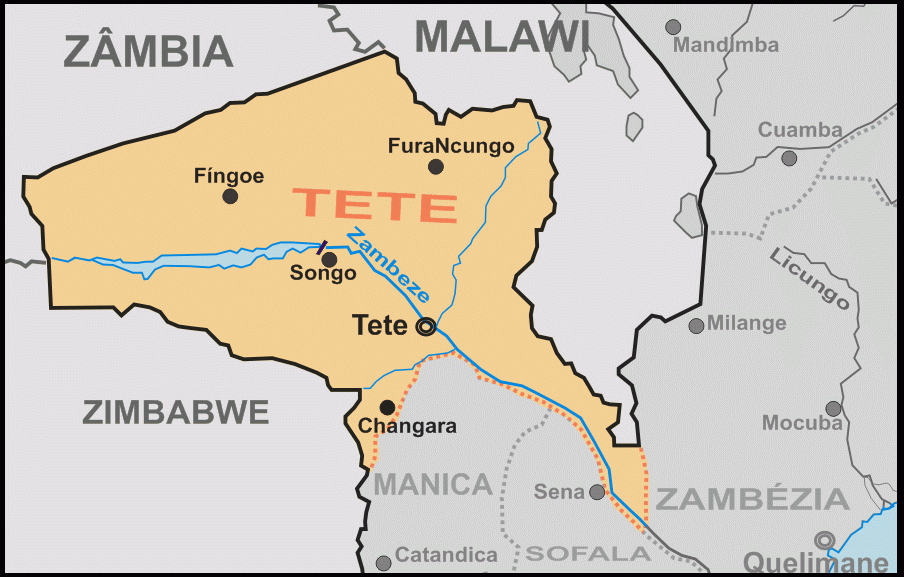
Changara en un mapa de la provincia de Tete

Changara es un distrito de la provincia de Tete, en Mozambique, con una población censada en agosto de 2017 de 128 453 habitantes.
Se encuentra ubicado al oeste del país, cerca del monte Domue, del embalse de Cahora Bassa que forma el río Zambeze, y de la frontera con Zimbabue, Malaui y Zambia.